# Luis Argudín
Luis Argudín (1955) es un pintor y profesor de arte conocido por su trabajo clásico y académico en una época donde no es común. Nacido en la Ciudad de México, Argudín fue educado en Inglaterra, lo cual influenció su trabajo. De una exhibición de un auto retrato en el Museo de Arte Moderno cuando tenía 18 ha tenido varias exhibiciones individuales en lugares notables como el Museo José Cuevas y el Palacio de Bellas Artes. Ha recibido reconocimiento de ser un artista con residencia en el extranjero y profesor de arte en la Facultad de Arte y Diseño (UNAM) desde 1988. Es también un autor publicado. 

## Vida
Luis Argudín nació en la Ciudad de México. Viajó a estudiar artes visuales en la Universidad de Arte de Hornsey de 1974 a 1979, seguido por estudios de maestría en la Universidad de Essex de 1979 a 1980. Vive en la Ciudad de México.

## Carrera
A la edad de 18, pintó su primer autoretreato, el cual fue exhibido en el Museo de Arte Moderno en la Ciudad de México. Desde ese momento, ha tenido más de 36 exhibiciones individuales de su trabajo, incluyendo algunas en el Museo de la Secretaría de Hacienda y Crédito Público (2012-2013), el Museo de Arte de Tlaxcala (2010), el Seminario de Cultura Mexicana (2008), Centro Cultural Gómez Morín, Querétaro (2006), Puente 15, Querétaro (2004), Museo Universitario del Chopo (2003), Museo José Cuevas (1996), Palacio de Bellas Artes (1996), el Museo Carrillo Gil (1988) y la Galería Chapultepec (1982). Desde 2002, una retrospectiva de su trabajo en vida ha realizado una gira en diversas locaciones como la Casa de Cultura de Puebla, la Casa Principal en la Ciudad de Veracruz, la Galería de la Libertad en la ciudad de Querétaro, la Universidad Veracruzana, y el Museo Histórico de Tlalpan en la Ciudad de México.
Argudín participó en el proyecto AKASO que creó 26 trabajos a gran escala y en el 2014 participó en una exhibición colectiva organizada por el MUNAL y el Museo d'Orsay.
Argudín recibió premios por parte del FONCA en 1992 y un premio Fulbright-García Robles en 1993, para ser el artista invitado en la Universidad de Rochester. En 2001 recibió el título Pollock-Krassner para ser un artista residente en Colombia.
Desde 1988, Argudín ha sido profesor de arte en la Facultad de Artes y Diseño de la UNAM (anteriormente la Escuela Nacional de Artes Plásticas) desde 1988. Ahí codirige el taller de arte experimental La Colmena junto con José Miguel González Casanova, Francisco Castro Leñero y Eloy Tarcisio. También enseñó pintura experimental en la Universidad Autónoma del Estado de Morelos del 2005 al 2007. Enseñó pintura en La Esmeralda de 2012 a 2013.
Su carrera incluye publicaciones como Diluvio (2006), publicada por la Universidad Autónoma Metropolitana (Xochimilco), La espiral y el tiempo. Juicio, juego y genio en Kant y Schiller (2008), publicado por la UNAM y un libro de ensayos llamado El teatro del conocimiento (2013) publicado por la Facultad de Arte y Diseño.

## Arte

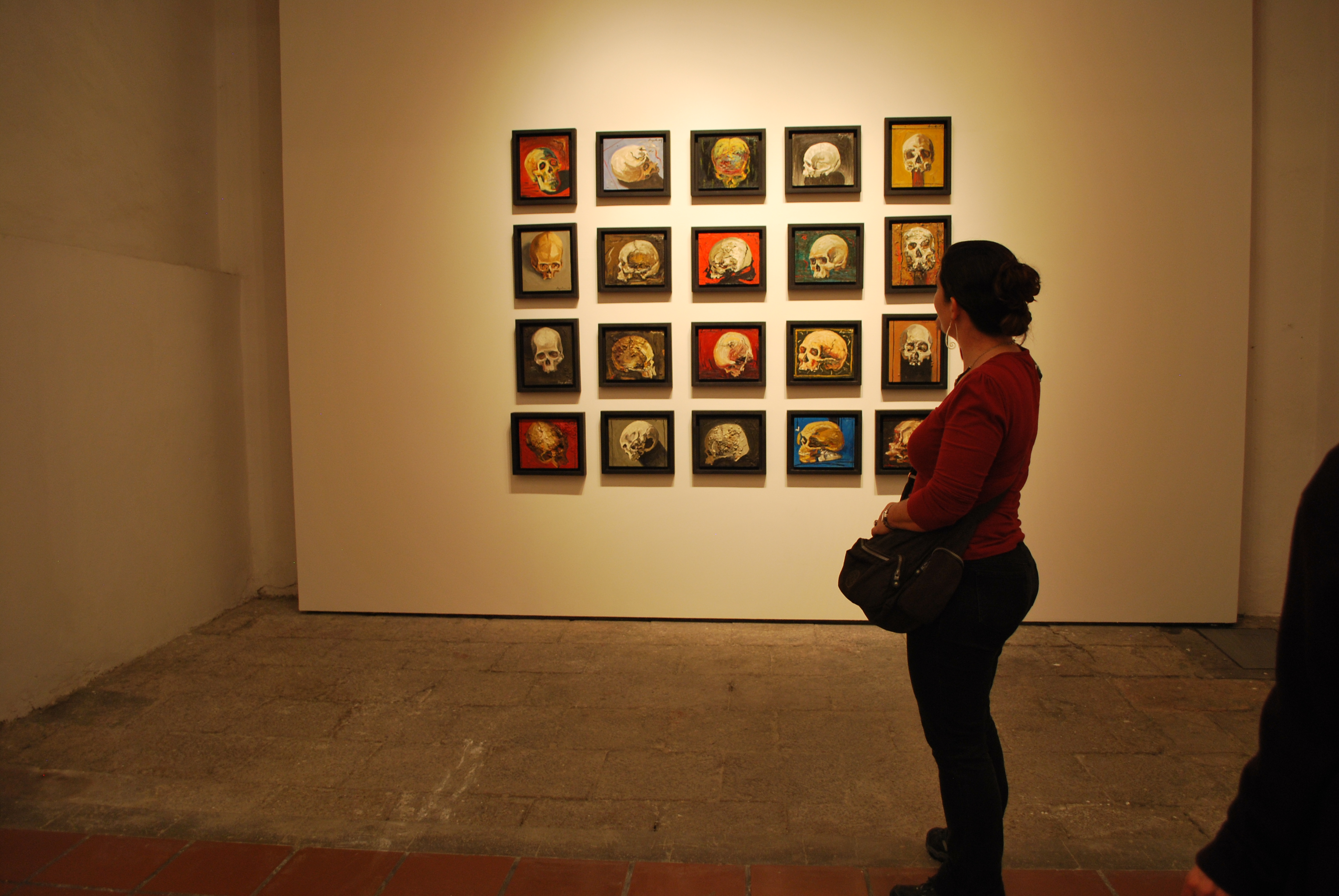
Mujer mirando a una serie de pinturas de cráneos del artista en una exhibición en el Museo de la Secretaría de Hacienda y Crédito Público

El trabajo de Argudin indica su filosofía académica de la vida, y ha explicado que no pinta la realidad, si no su propia versión de ella. Su estilo ha cambiado a lo largo de los años. Después de 10 años de hacer arte abstracto, decidió realizar otras formas de expresión como los paisajes.
Hoy su trabajo es clásico y ortodoxo, principalmente con estrategias pictóricas, a diferencia de sus contemporarios, con enfoque particular en imágenes bidimensionales en medios tradicionales. Usa elementos académicos de viejas escuelas de realismo, similar a imágenes neoclásicas y barrocas. Sin embargo usando temas modernos, criticando conceptos de utopía y progreso moderno. Su educación artística en Europa le permitió encontrarse con algunos movimientos antiguos de vanguardia de los años 70 como el informalismo materialista y el arte abstracto, elementos que están presentes en su trabajo desde 1991.
Su preferencia por la composición clásica se ha visto en su vida imaginaria. Estas son usualmente vanitas, figuras vivas que aluden a la muerte y la vanidad de la riqueza en la vida. Estas composiciones tenían algunos elementos inusuales como hojas de plástico, empaques de cerveza, fragmentos de columnas, libros y botellas junto con animales disecados. La muerte es un tema común en el trabajo, usualmente representada de manera calaverica o con figuras de esqueletos. Otro elemento común en su trabajo son los desnudos, usualmente eróticos, con trabajos que incluyen la influencia de la fotografía erótica en el siglo XIX, con elementos independientes y complementarios.
Su trabajo es un retrato de la naturaleza en todas sus expresiones: muerte, humanidad, belleza, misterio y el reino animal. El uso de la luz y sombras es importante para su trabajo.

## Reconocimientos
El periódico El Economista llama a Argudin uno de los mejores pintores activos. Dentro de los premios de Argudín, están el Premio Adquisición en el Salón Nacional de la Pintura en 1987 y el Premio Adquisición del Museo Rufino Tamayo Biennale en 1988 con menciones honoríficas en 1982 y 1992. Ha sido miembro del Sistema Nacional de Creadores de Arte (2001-2006, 2010-2013). En 2013, el Museo de la Secretaría de Hacienda y Crédito Público realizó una retrospectiva del trabajo del artista.